# Adventure Bay, Tasmanien
Adventure Bay är en ort i Australien. Den ligger i kommunen Kingborough och delstaten Tasmanien, i den sydöstra delen av landet, omkring 53 kilometer söder om delstatshuvudstaden Hobart.
Trakten är glest befolkad. Närmaste större samhälle är Middleton, omkring 15 kilometer norr om Adventure Bay. 
I omgivningarna runt Adventure Bay växer i huvudsak blandskog. Genomsnittlig årsnederbörd är 920 millimeter. Den regnigaste månaden är juli, med i genomsnitt 114 mm nederbörd, och den torraste är februari, med 49 mm nederbörd.